# Impulse Tracker
Impulse Tracker est un tracker pour DOS, sous licence libre BSD, créé par Jeffrey Lim.

## Historique
Impulse Tracker est la création de Jeffrey Lim. Distribué comme freeware, la dernière version, la 2.14, date de 1999.

## Caractéristiques
L'interface d'Impulse Tracker est influencée par celle de Scream Tracker 3
Impulse Tracker utilise le format de fichier IT.